# Жер
Жер (також Жерс, фр. Gers) — департамент на південному заході Франції, в передгір'ях Піренеїв.
Площа 6,29 тис. км². Адміністративний центр — Ош. Названий по річці Жер. Включає 31 кантон.
Населення (172,3 тис. жит., 1999) — французи і (близько 10 %) іммігранти (переважно іспанці). Офіційна мова — французька, але деякі жителі південної частини департаменту використовують гасконьську. На території Жеру розташовані старовинні міста Кондом, Лектур, Марсіак, Монреаль, Флеранс тощо.

## Географія
У південній частині знаходиться плато Арманьяк, що складене льодовиковими і річковими наносами, похило знижується з півдня на північ, до долини Гаронни, і зі сходу на захід. Плато перетинається долинами річок Адур, Жер, Жемон, Баїз та іншими, що відносяться до басейну Гаронни. Ґрунти глинисто-кремнієві. Клімат морський (середня температура січня 4,8 °C, липня — 20,5 °С). Більша частина території Жеру розорана, діброви і розташовані вище ялинові ліси займають незначну площу (зосереджені переважно на півдні, в межах плато Арманьяк).

## Економіка
Основою економіки департаменту є сільське господарство. Тут вирощують пшеницю, кукурудзу і виноград. Тваринництво переважає в південній, піднесеній частині, розводять переважно велику рогату худобу, мулів, свиней. Промисловість розвинена слабо, головну роль грає переробка сільськогосподарської продукції (переробка зерна, виноробство). В адміністративному центрі департаменту процвітає торгівля сільськогосподарськими товарами.

## Історія
Історично територія департаменту була частиною Гасконі. Жер — один з перших 83 департаментів, утворених під час Великої французької революції в березні 1790 року.
д'Артаньян народився і жив у містечку Люпіак у Жері.